# Haim Fabrizio Cipriani
Haim Fabrizio Cipriani (Genova, 1971) è uno scrittore e violinista italiano.

## Biografia

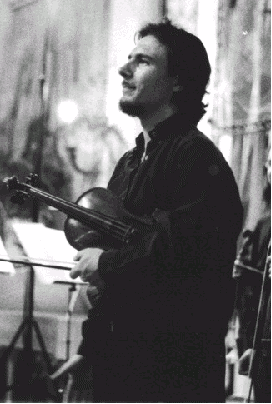
Haim Fabrizio Cipriani con il Cannone, 2011

Il suo rabbinato affonda le radici nella tradizione italiana e chassidica. Ha svolto gli studi rabbinici presso il Collegio Rabbinico Italiano sotto la guida di rav Giuseppe Laras, e ha ricevuto la tradizionale ordinazione rabbinica dalla yeshivah Ateret Tzvi, della scuola di rav Shlomo Carlebach, oltre che dal New Yorker Rebbe, Joseph H. Gelberman e il Rabbinical Seminary International.
Membro delle Assemblee Rabbiniche e dei tribunali rabbinici dei movimenti ebraici Massorti/Conservative e Reform/Progressive, dal 2006 al 2013 è stato rabbino nelle comunità ebraiche progressiste di Milano e Roma, presso la comunità ebraica Massorti di Marsiglia (Francia) e la Comunità Reform di Tolosa (Francia).
Dal 2016 svolge il ministero rabbinico presso le comunità francesi ULIF di Marsiglia e Kehilat Kedem di Montpellier.
Nel 2017 ha fondato in Italia il movimento Etz Haim per un ebraismo senza mura, membro associato del movimento ebraico Massorti/Conservative.
Nel 2020 ha debuttato nella narrativa partecipando al libro "Liguri Per Sempre, Viaggio emozionale nel cuore della Liguria" [Edizioni della Sera] con il racconto "Settantadue".
Ha partecipato alla collana ecumenica "Punti d'incontro" delle Edizioni Messaggero scrivendo commenti a parabole evangeliche lette in prospettiva ebraica.
Come violinista è stato allievo di Mario Trabucco  e ha collaborato con i più grandi nomi della musica barocca: Jordi Savall, Marc Minkowski, William Christie, Gérard Lesne. E' stato membro fondatore dell'ensemble italiano Europa Galante con Fabio Biondi. Ha tenuto concerti come solista e camerista nelle più importanti sale del mondo, e registrato decine di dischi fra cui molti inediti del periodo barocco (Mascitti, Evaristo Dall'Abaco e altri). Direttore dell'ensemble Il Falcone, membro de Il Giardino Armonico, ha realizzato la registrazione dell'integrale delle sonate in duo di Wolfgang Amadeus Mozart insieme a S. Ciomei. Nel 2006 ha suonato in concerto con il celebre "Cannone", il Guarneri del Gesù appartenuto a Nicolò Paganini con la montatura storica.
È professore di violino storico presso il conservatorio di Bari.

## Scritti
- I Settanta volti, Padova, Messaggero, 2019, ISBN 9788825047974., Commenti alla Torà.
- Haggadà Etz Haim, per l'uscita dai confinamenti, 2020, ISBN 979-8648268722., Haggadà di Pèsach con traduzione e commenti originali, illustrazioni della pastora Ilenya Goss.
- Ascolta la sua voce, Firenze, La Giuntina, 2011, ISBN 9788880574170., una raccolta di studi sul ruolo delle donne nella legge ebraica.
- Voce di silenzio sottile=La Giuntina, Firenze, 2011, ISBN 9788880574767., Letture bibliche.
- Schiudi le mie labbra=La Giuntina, Firenze, 2018, ISBN 9788880577522., Commento filosofico e teologico al libro di preghiere ebraico.
- Cammina davanti a me. Riflessioni sulla Torà= L'Epos, Palermo, 2010, ISBN 9788883024214.
- Ergot, Derech Haim. Siddùr Derech Haim. Shabbàt, feste, giorni feriali e ciclo della vita. Ediz. italiana ed ebraica, Lecce, 2017, ISBN 9788899189020., libro di preghiere ebraiche progressista in lingua italiana, con traduzione originale e note di studio e di commento.